# ロッド・ホルコム
ロッド・ホルコム（Rod Holcomb, 1943年5月28日 - 2024年1月24日）は、アメリカ合衆国のテレビ監督、プロデューサーである。

## 人物
エピソードを監督したテレビシリーズには『ER緊急救命室』、『Dr.刑事クインシー』、『600万ドルの男』、『宇宙空母ギャラクティカ』、『ファンタジー・アイランド』、『特攻野郎Aチーム』、『弁護士ジャック・ターナー』、『LOST』、『Invasion -インベイジョン-』、『SHARK カリスマ敏腕検察官』、『ペンタゴン・ペーパーズ』、『チャイナ・ビーチ』、『ザ・シークレット・ハンター』、『アメリカン・ヒーロー』、『ヒルストリート・ブルース』、『NUMBERS 天才数学者の事件ファイル』などがある。
1986年にティム・マシスン出演のテレビ映画『ブラインド・ポリス』を監督した。
2009年に『ER緊急救命室』のシリーズ最終回「そして最後に」を監督したことにより第61回プライムタイム・エミー賞のドラマシリーズ監督賞を受賞した。
2010年にCBSのシリーズ『グッド・ワイフ』の第9話「冤罪」と第15話「夫の帰宅」を監督した。同年にはデヴィッド・エバーショフの小説を原作としたテレビ映画『19番目の妻』を監督した。
2024年1月24日にロサンゼルスで死去。80歳没。